# شيق مرصوف
الشيق المرصوف أو أبو مَرِينا مرصوف (الاسم العلمي: Muraena pavonina) (بالإنجليزية: Flagged moray)‏ هو نوع من الأسماك يتبع جنس الموراي من الفصيلة المورايية.